# Фаддеевский
Фаддеевский (якут. Фаддеев арыыта) — полуостров на востоке острова Котельный, входящего в группу островов Анжу Новосибирских островов. Полуостров омывается Восточно-Сибирским морем и заливом Геденштрома. Его площадь составляет 5300 км², наивысшая точка — 65 метров. Административно относится к Булунскуму улусу Якутии.
Особенностью этой части Котельного является то, что на ней обитают 11 видов птиц, не обитающих на других частях острова. В первой половине XIX века полуостров изучали промышленники и исследователи. В начале XX века полуостров был затронут Русской полярной экспедицией и Полярной экспедицией А. В. Колчака.

## Физико-географическая характеристика

### География и рельеф

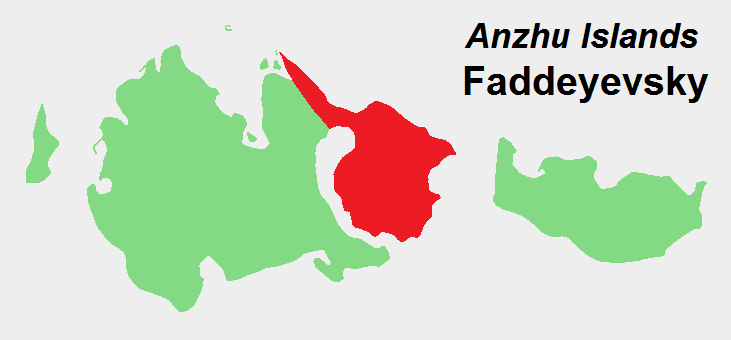
Фаддеевский на карте островов Анжу

Фаддеевский расположен на востоке острова Котельный, входящего в группу островов Анжу Новосибирских островов, омывается Восточно-Сибирским морем Северного Ледовитого океана. Полуостров является одной из трёх физико-географических зон острова, наряду с западной частью Котельного и Землёй Бунге. Площадь Фаддеевского составляет 5300 км². Почти круглую форму полуострова нарушает продолговатый полуостров Стрелка Анжу на северо-западе Фаддеевского, который соединяет его с Землёй Бунге. Благовещенский пролив отделяет Фаддеевский от острова Новая Сибирь. От Земли Бунге полуостров отделён заливом Геденштрома, который в ближайшее столетие из-за повышения уровня моря может затопить Землю Бунге и стать проливом, сделав Фаддеевский отдельным островом. На всех берегах кроме северного встречается плавник.   
Ранее представления о размерах Котельного были совершенно другими относительно настоящих. Считалось, что его западная часть и Фаддеевский это два отдельных острова, которые отделены широким морским проливом, а Земля Бунге, в силу предельно низкого уровня рельефа, долгое время расценивалась как песчаная банка. И только к концу XX века в научном сообществе возобладало мнение о Земле Бунге как о низменном участке суши, который соединял западную часть Котельного и Фаддеевский в единый массив суши.
Рельеф Фаддеевского схож с рельефом западной части Котельного. Средние высоты полуострова составляют 20—30 метров. Наивысшая точка достигает 65 метров, расположена на северной оконечности полуострова. Особенностью Фаддеевского является сильная расчленённость местности, в том числе за счёт аласов и речных долин. Наиболее расчленена юго-восточная часть полуострова, в центральной преобладают сильно заболоченные низменные участки. На полуострове широко распространены озёра термокарстового происхождения.

### Геологическое строение
Фаддеевский, как и весь Котельный, относится к тектонически высокому блоку Новосибирско-Чукотского складчатого пояса. В геологическом строении полуострова принимают участие дислоцированные платформенные отложениями со всеми системами палеозоя (кроме наиболее древней — кембрийской) и мезозоя. Генезис полуострова ледниковый, инъекционный, снежный.

### Флора и фауна
На Фаддеевском обитают песцы, волки, росомахи, сибирские лемминги, белые медведи и северные олени. Из грызунов водятся белки и в большом количестве мыши. Орнитофауна состоит из 39 видов, из которых 11 (белоклювая гагара, краснозобая гагара, белошейная гагара, шилохвость, американский бекасовидный веретенник, бургомистр, плосконосый плавунчик, большой песочник, морской песочник, грязовик и хрустан) характерны только для этой части острова. Растительность представлена мхами и осоками, реже встречаются солянки и дриады.

## История

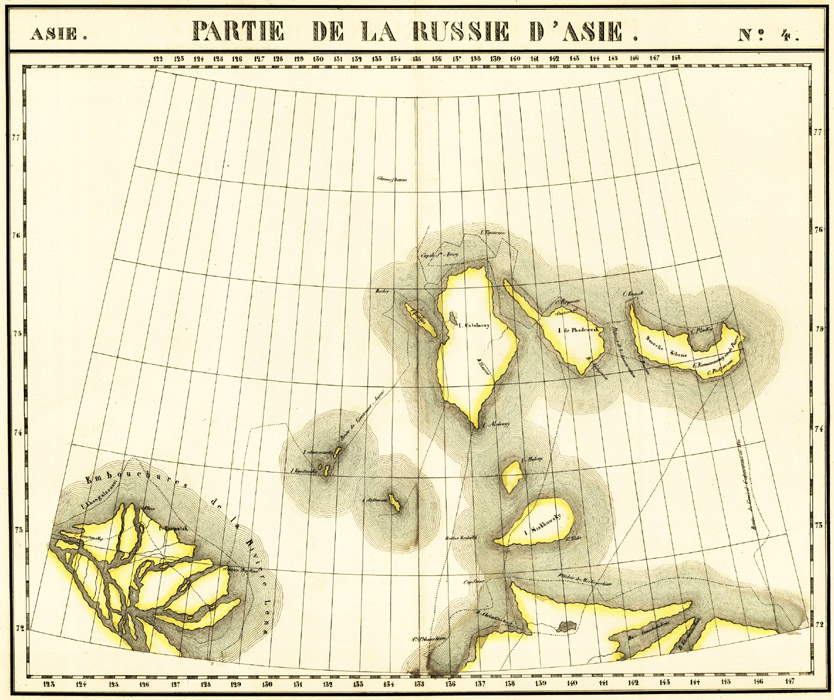
Карта Новосибирских островов (Филипп Вандермелен (Philippe Vandermaelen) «Карта Азиатской России», ок.1820). Земля Бунге ещё была неизвестна западноевропейской науке, поэтому Фаддеевский и Котельный изображены отдельными островами.

В 1805 году приказчик купца Сыроватского и купец Яков Санников отправился изучать новые земли к востоку от острова Котельный для того, чтобы расширить промыслы своего хозяина, и впервые обнаружил Фаддеевский, посчитав его островом. Он назвал полуостров в честь промышленника Степана Фаддеева, организовавшего на нём первое зимовье (по другим источникам, название было присвоено не первооткрывателем Яковом Санниковым, а М. М. Геденштромом). В 1809 году Санников исследовал пролив между тогда считавшимися островами Котельный и Фаддеевский. В марте—апреле 1811 года Санников вместе с сыном Андреем и землемером П. Пшеницыным обошёл Фаддеевский и обнаружил, что его с Котельным соединяет низменность с песчаным перешейком, впоследствии получившая название Земля Бунге. В 1821 году одна из двух партий Усть-Янской полярной экспедиции, возглавляемая Петром Фёдоровичем Анжу, исследовала Фаддеевский. В 1822 году Анжу изучил его западную и северо-восточную части.
Во время второй зимовки 1901—1902 годов Русской полярной экспедиции на Котельном, один из её участников, А. В. Колчак, исследовал Фаддеевский. В июле 1903 года Полярная экспедиция А. В. Колчака по пути к острову Беннетта на берегу Фаддевского встретилась с партией матроса с «Зари» Толстова, летовавшего в этих местах в надежде встретить группу пропавшего во время Русской полярной экспедиции Э. В. Толля. После неудачных поисков следов Толля на всём Котельном экспедиция достигла мыса Благовещенский на востоке Фаддеевского и переправилась на Новую Сибирь. После возвращения на Котельный экспедиция обследовала все его берега, однако, не обнаружив следов Толля, 16 ноября она двинулась к материку.
Мыс Кожевина открыт в 1809 году землемером Иваном Ефимовичем Кожевином, название мысу было присвоено в 1906 году К. А. Воллосовичем по фамилии первооткрывателя.